# Acianthus
Acianthus é um género botânico pertencente à família das Orchidaceae, composto por 21 espécies monopodiais as quais formam pequenas colônias que habitam florestas na Austrália, Nova Zelândia, Ilhas Salomão, mas principalmente na Nova Caledónia, em zonas de decomposição vegetal, sobre troncos caídos ou em associação com grandes fetos. Acianthus é o género-tipo da subtribo Acianthinae. Seu nome deriva da palavra grega achis, pico, e anthos, flor, referindo-se às sépalas pontiagudas de suas flores.

## Descrição
São plantas terrestres que têm tubérculos subterrâneos, globulares e pequenos, dos quais sai o talo floral. São polinizadas principalmente por insectos, normalmente por pequenos mosquitos. Têm somente uma folha, com forma de coração, estendida horizontalmente por cima do solo, frequentemente com marcas púrpuras próximo da base. Produzem um racemo floral terminal com minúsculas flores camufladas de colorações rosadas ou esverdeadas.
Uma espécie, Acianthus viridis, que ocasionalmente apresenta duas folhas por tubérculo, e asas ao longo de toda a coluna, é alternativamente classificada como Townsonia viridis por alguns taxonomistas, os quais ainda, conforme suas variações, dividem-na em uma segunda espécie, Townsonia deflexa. A primeira ocorre apenas na Tasmânia, a segunda na Nova Zelândia.
Apesar de serem poucas as espécies que compõe este gênero, apenas vinte quando excetuada a espécie acima, estas tem sido minuciosamente estudadas e divididas, segundo sua filogenia ou morfologia, em dois subgêneros com duas seções cada. Após 2001 foram criados cinco gêneros para estas seções. Como ainda não há consenso sobre sua aceitação, além de terem sido publicadas dois trabalhos ao mesmo tempo apresentando diferentes possibilidades de classificação, sem que se tenha solução sobre qual adotar, por hora tratamos todas as espécies como Acianthus, incluída também a espécie mencionada acima.

## Espécies
O gênero Acianthus possui 20 espécies reconhecidas atualmente.
- Acianthus aegeridantennatus N.Hallé
- Acianthus amplexicaulis (F.M.Bailey) Rolfe
- Acianthus atepalus Rchb.f.
- Acianthus bracteatus Rendle
- Acianthus caudatus R.Br.
- Acianthus confusus Guillaumin
- Acianthus corniculatus Rendle
- Acianthus cymbalariifolius F.Muell. & Kraenzl.
- Acianthus elegans Rchb.f.
- Acianthus exsertus R.Br.
- Acianthus fornicatus R.Br.
- Acianthus grandiflorus Schltr.
- Acianthus halleanus Kores
- Acianthus heptadactylus Kraenzl.
- Acianthus ledwardii Rupp
- Acianthus macroglossus Schltr.
- Acianthus oxyglossus Schltr.
- Acianthus sinclairii Hook.f.
- Acianthus tenuilabris Schltr.
- Acianthus veillonis N.Hallé